# Tăng áp lực tĩnh mạch cửa
Tăng áp lực tĩnh mạch cửa là tình trạng tăng áp lực trong lòng mạch tại hệ thống tĩnh mạch cửa - tạo thành bởi tĩnh mạch cửa và các nhánh của nó dẫn lưu từ ruột đến gan. Tăng áp lực tĩnh mạch cửa được xác định bởi sự chênh áp tĩnh mạch gan. Xơ gan (một tình trạng suy gan mạn tính) là nguyên nhân phổ biến nhất của tăng áp lực tĩnh mạch cửa; các nguyên nhân khác ít gặp hơn là do đó phân loại là tăng áp lực tĩnh mạch cửa không do xơ gan. Khi tình trạng trở nên nghiêm trọng đủ để gây triệu chứng hoặc biến chứng, có thể cần điều trị để làm giảm áp lực tĩnh mạch cửa hoặc giải quyết biến chứng. 

## Chẩn đoán

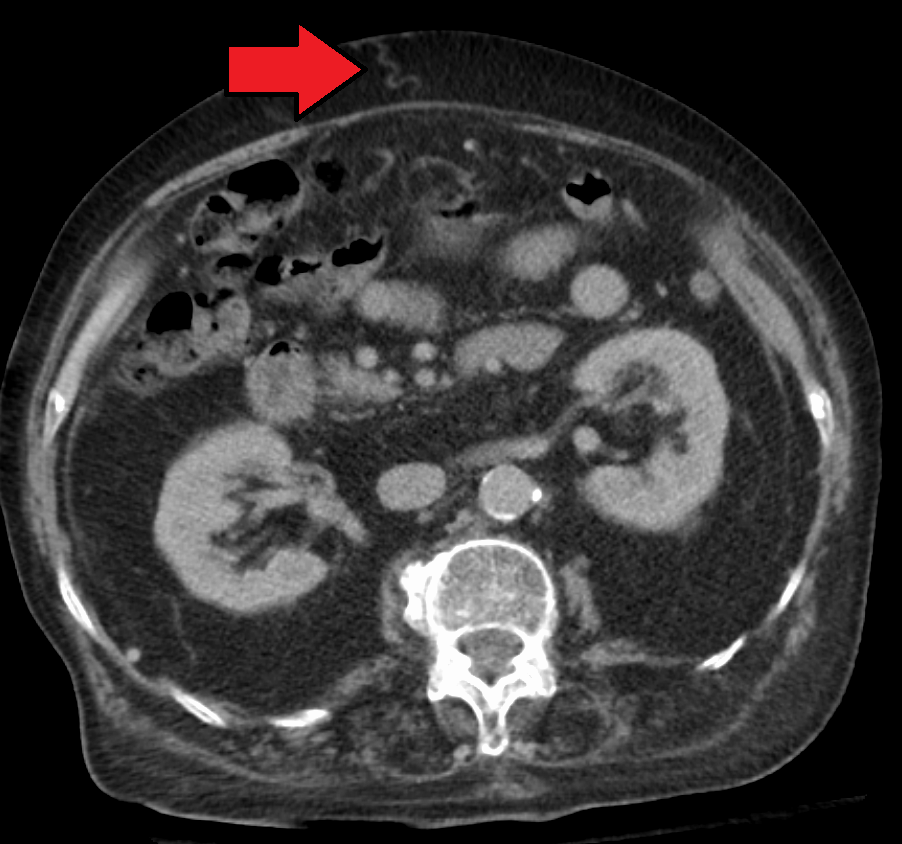
Tăng áp lực tĩnh mạch của do xơ gan dẫn đến tái thông mạch của tĩnh mạch rốn

Siêu âm là kỹ thuật chẩn đoán hình ảnh đầu tay để chẩn đoán và theo dõi của tăng áp lực tĩnh mạch cửa, bởi vì nó là kỹ thuật không xâm lấn, chi phí thấp và có thể thực hiện tại chỗ.
Giãn tĩnh mạch cửa (đường kính lớn hơn 13 hay 15 mm) là một dấu hiệu của tăng áp lực tĩnh mạch cửa, với độ nhạy ước tính khoảng 12,5% hoặc 40%. Trên siêu âm Doppler, tốc độ dòng máu trong tĩnh mạch cửa chậm <16 cm/s khi ấn tĩnh mạch của từ ngoài vào cũng được chẩn đoán là tăng áp lực tĩnh mạch cửa. Các dấu hiệu khác của tăng áp lực tĩnh mạch cửa trên siêu âm bao gồm vận tốc dòng chảy trong tĩnh mạch cửa ít hơn 12 cm/s, giãn các tĩnh mạch bàng hệ(tĩnh mạch quanh rốn, tĩnh mạch lách - thận và giãn tĩnh mạch vị trái và ngắn), lách to và dấu hiệu của bệnh xơ gan (bao gồm các nốt trên bề mặt gan).